# 최병국 (1906년)
최병국(1906년 2월 16일~1973년 9월)은 대한민국의 정치인이다. 제3대 국회의원을 지냈다.

## 역대 선거 결과
|  | 14.91% |

|  | 61.89% |

|  | 19.29% |